# James Madison University

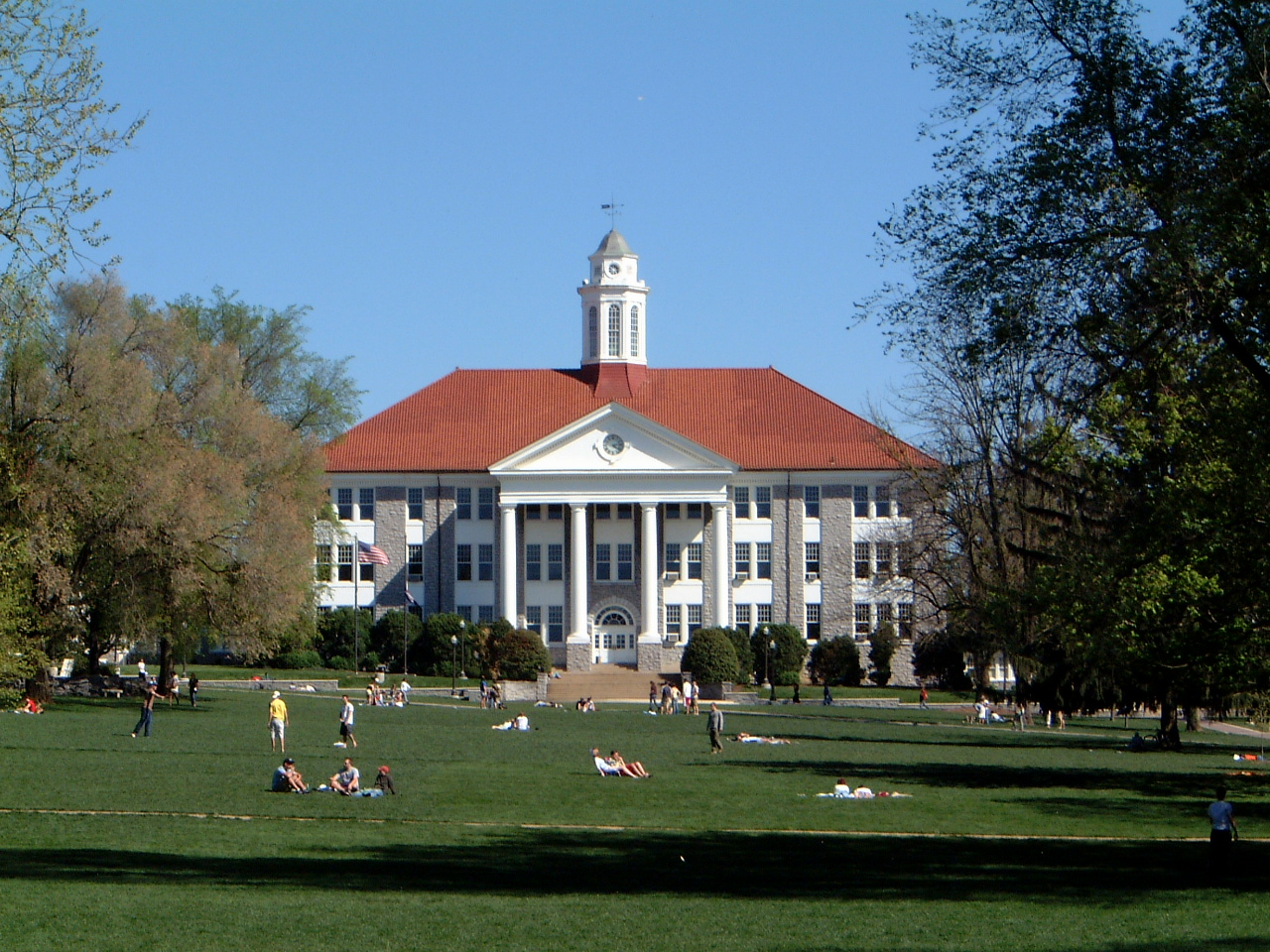

Die James Madison University (JMU) ist eine staatliche Universität in Harrisonburg im US-Bundesstaat Virginia. Die Hochschule wurde 1908 gegründet. Im Jahr 2017 waren hier 20.858 Studenten eingeschrieben.

## Sport
Die Sportteams der JMU sind die James Madison Dukes. Die Hochschule ist Mitglied in der Sun Belt Conference seit 1. Juli 2022.